# Хантемиров, Рашит Мигатович
Рашит Мигатович Хантемиров (род. 28 июля 1962 года, Маргилан, Узбекская ССР) — советский российский учёный, популяризатор науки. Доктор биологических наук, ведущий научный сотрудник Института экологии растений и животных УрО РАН. Автор научно-популярных статей в журналах «Наука и жизнь» и др., в СМИ
Области научных интересов: дендрохронология
Проживает и работает в Екатеринбурге.

## Биография
В 1979—1984 проходил обучение Башкирском госуниверситете. Окончил в 1984 году с отличием, получив специальность «биолог-физиолог растений».
В 1991 году защитил кандидатскую диссертацию (Содержание химических элементов в годичных слоях древесины сосны обыкновенной и возможности его использования в ретроспективной биоиндикации техногенных загрязнений : диссертация ... кандидата биологических наук : 03.00.16 / Ин-т экологии растений и животных. - Свердловск, 1991. - 153 с.).
В 2009 году защитил докторскую диссертацию «Динамика древесной растительности и изменения климата на севере Западной Сибири в голоцене» по специальности «экология» в Институте экологии растений и животных УрО РАН.

## Семья
Женат, двое детей.